# Блекшир (Джорджія)
Блекшир (англ. Blackshear) — місто (англ. city) в США, розташоване на південному сході штату Джорджія, адміністративний центр округу Пірс. Населення — 3506 осіб (2020).

## Географія
Місто розташоване на південному сході Сполучених Штатів. Географічні координати — 31°17′58″ пн. ш. 82°14′36″ зх. д. / 31.29944° пн. ш. 82.24333° зх. д. (31.299370, -82.243468). За даними Бюро перепису населення США в 2010 році місто мало площу 11,63 км², з яких 11,30 км² — суходіл та 0,33 км² — водойми.
Блекшир розташований у межах Приатлантичної низовини.

### Клімат
Блекшир знаходиться у поясі субтропічного мусонного клімату. Для міста характерне спекотне та дощове літо. Річна норма опадів становить 1248 мм.
Середньомісячна температура січня — +10,9 °C, липня — +27,6 °C. Середньорічна температура становить +19,5 °C. Абсолютний максимум — +42,2 °C, абсолютний мінімум — −16,7 °C.
Як і для більшої частини штату Джорджія, для Блешира характерна природна зона перемінно-вологих лісів.
| Клімат Блекшира         | Клімат Блекшира | Клімат Блекшира | Клімат Блекшира | Клімат Блекшира | Клімат Блекшира | Клімат Блекшира | Клімат Блекшира | Клімат Блекшира | Клімат Блекшира | Клімат Блекшира | Клімат Блекшира | Клімат Блекшира | Клімат Блекшира |
| Показник                | Січ.            | Лют.            | Бер.            | Квіт.           | Трав.           | Черв.           | Лип.            | Серп.           | Вер.            | Жовт.           | Лист.           | Груд.           | Рік             |
| Абсолютний максимум, °C | 31,1            | 31,1            | 35              | 36,7            | 38,9            | 41,1            | 42,2            | 41,1            | 40              | 37,2            | 33,3            | 30,6            | 42,2            |
| Середній максимум, °C   | 18              | 19,3            | 23,2            | 26,7            | 30,7            | 33,1            | 33,9            | 33,6            | 31,6            | 27,2            | 22,7            | 18,3            | 26,5            |
| Середня температура, °C | 10,9            | 12,1            | 15,7            | 19,1            | 23,3            | 26,4            | 27,6            | 27,4            | 25,3            | 20,1            | 15,1            | 11,2            | 19,5            |
| Середній мінімум, °C    | 3,9             | 4,9             | 8,3             | 11,5            | 15,9            | 19,8            | 21,3            | 21,3            | 19,1            | 13              | 7,6             | 4,1             | 12,6            |
| Абсолютний мінімум, °C  | −16,7           | −15,6           | −9,4            | −5,6            | 3,9             | −2,8            | 12,2            | −16,1           | 1,1             | −5,6            | −7,8            | −13,3           | −16,7           |
| Норма опадів, мм        | 92              | 94              | 103             | 76              | 89              | 147             | 170             | 151             | 119             | 70              | 56              | 80              | 1248            |
| ----------------------- | --------------- | --------------- | --------------- | --------------- | --------------- | --------------- | --------------- | --------------- | --------------- | --------------- | --------------- | --------------- | --------------- |
| Джерело: Weatherbase    |                 |                 |                 |                 |                 |                 |                 |                 |                 |                 |                 |                 |                 |

## Демографія
Згідно з переписом 2010 року, у місті мешкало 3445 осіб у 1381 домогосподарстві у складі 919 родин. Густота населення становила 296 осіб/км².  Було 1562 помешкання (134/км²).
Расовий склад населення:
| - 75,0 % — білих - 20,6 % — чорних або афроамериканців - 0,7 % — азіатів - 0,6 % — корінних американців - 1,4 % — осіб інших рас |

До двох чи більше рас належало 1,7 %. Частка іспаномовних становила 3,2 % від усіх жителів.
За віковим діапазоном населення розподілялося таким чином: 24,8 % — особи молодші 18 років, 57,6 % — особи у віці 18—64 років, 17,6 % — особи у віці 65 років та старші. Медіана віку мешканця становила 40,0 року. На 100 осіб жіночої статі у місті припадало 85,1 чоловіків;  на 100 жінок у віці від 18 років та старших — 76,8 чоловіків також старших 18 років.
Середній дохід на одне домашнє господарство  становив 40 147 доларів США (медіана — 30 606), а середній дохід на одну сім'ю — 46 969 доларів (медіана — 40 234). За межею бідності перебувало 31,2 % осіб, у тому числі 38,9 % дітей у віці до 18 років та 18,7 % осіб у віці 65 років та старших.
Цивільне працевлаштоване населення становило 955 осіб. Основні галузі зайнятості: мистецтво, розваги та відпочинок — 23,9 %, освіта, охорона здоров'я та соціальна допомога — 12,9 %, науковці, спеціалісти, менеджери — 11,6 %.

## Історія
Блекшир було засновано у грудні 1859 року на місці зведення фортифікаційних споруд, доріг та мостів, збудованих через територію Джорджії до узбережжя. Місто було назване на честь генерала Девіда Блекшира, котрий ініціював будівництво цих доріг, мостів та близько 11 фортифікаційних споруд для оборони під час Англо-американської війни 1812–1815 років. Генерал Девід Блекшир також був учасником Американської революції.
Під час громадянської війни у США місто стало тимчасовим табором військовополонених для більш ніж 5000 осіб.

## Освіта
Освітні заклади Блешира належать до шкільного округу «Пірс Каунті» (відповідно до адміністративного-територіального округу Пірс). Даний шкільний округ налічує 216 штатних вчителів та 3 240 учнів.
У Блекширі є 5 навчальних закладів, що належать до шкільного округу «Пірс Каунті»:
- Блекширська початкова школа
- Початкова школа «Мідвей»
- Початкова школа «Паттерсон»
- Середня школа «Пірс Каунті»
- Вища (старша) школа «Пірс Каунті»

## Відомі люди
- Ніккі ДеЛоач — американська акторка і співачка. Народилася у місті Вейкросс (Джорджія), але виросла у Блекширі.
- Роберт Бріско Еванс — американський актор, котрий жив у Блекширі в 1968–1979 роках.
- Роберт (Боб) Хаус — четверта людина у США, що виграла 1 мільйон доларів у телевізійній грі «Хто хоче бути мільйонером?»